# Kedotan
Kedotan is een bestuurslaag in het regentschap Muaro Jambi van de provincie Jambi, Indonesië. Kedotan telt 1397 inwoners (volkstelling 2010).